# Oreochromis spilurus
Oreochromis spilurus (tilapia sabaki) es una especie de peces de la familia Cichlidae en el orden de los Perciformes.

## Subespecies
- Oreochromis spilurus niger (Günther, 1894
- Oreochromis spilurus percivali (Boulenger, 1912
- Oreochromis spilurus spilurus (Günther, 1894